# Канаш (Аургазинский район)
Канаш (баш. Канаш) — исключённый из учётных данных в 1981 году посёлок Турсагалинского сельсовета Аургазинского района БАССР (ныне — территория Семенкинского сельсовета).
Ликвидирован согласно Указу Президиума ВС Башкирской АССР от 14.09.1981 N 6-2/327 «Об исключении некоторых населенных пунктов из учетных данных по административно-территориальному делению Башкирской АССР».
В 1952 году — посёлок Канаш, входящий в Турсагалинский с/с., в 20 км от райцентра (с. Толбазы), в 4 км от центра сельсовета — д. Шланлы, в 41 км от станции Стерлитамак, в 72 км от пристани Табынск.

## Население
На 1 января 1969 года проживали 76 человек; преимущественно чуваши (Башкирская АССР: административно-территориальное деление на 1 января 1969 года. — Изд. 5-е. — Уфа: Башкирское книжное издательство, 1969. С.48).